# My Little Juan
My Little Juan é uma telenovela filipina produzida e exibida pela ABS-CBN, cuja transmissão ocorreu em 2013.

## Elenco
- Izzy Canillo - Juan dela Cruz
- Jaime Fabregas - Fr. Ramoncito "Cito" Gonzales
- Mylene Dizon - Amelia